# Jackie Mason
Jackie Mason, születési nevén Yacov Moshe Maza (Sheboygan, Wisconsin, 1928. június 9. – New York-Manhattan, 2021. július 24.) kétszeres Primetime Emmy-díjas amerikai stand-up komikus és színész.
Humorát "szemtelennek és néha politikailag inkorrektnek" nevezték.

## Élete
1928. június 9-én született a wisconsini Sheboygan-ban, Yacov Moshe Maza néven. Hatgyermekes ortodox zsidó családba született.
Szülei Minszkben születtek. Az 1920-as években az Egyesült Államokba emigráltak. Mason apja 1959-ben elhunyt.
Mikor öt éves volt, családja Manhattan Lower East Side nevű részére költözött. Szülei és barátai mind jiddis nyelven beszéltek.
Tinédzser korában pincérsegéd volt a Catskill-hegyek között található szállókban.
1953-ban diplomázott a City College of New York tanulójaként.

## Magánélete
1991. augusztus 14-én házasodott össze akkor 37 éves menedzserével, Jyll Rosenfeld-del.
Lánya Sheba Mason, aki 1985-ben született. Sheba szintén humorista.

## Halála
2021. július 24-én hunyt el a manhattani Mount Sinai Hospital kórházban.
Több híresség is gyászolta. Gilbert Gottfried az "egyik legjobbnak" nevezte. Sean Hannity "szemtelen, vicces, okos és nagyszerű amerikai hazafinak" nevezte. Henry Winkler Twitterén így nyilatkozott: "egyike a legviccesebb előadásoknak, amelyeket valaha láttam... tényleg... köszönöm, Jackie, és most már a mennyországot nevettetheted."

## Önálló estjei
- Jackie Mason's The World According to Me! (1988)[27]
- An Audience with Jackie Mason (1990)[28]
- Jackie Mason on Campus (1992)[29]
- Jackie Mason at the London Palladium (1996)[30]
- Jackie Mason: A Night at the Opera (2002)[31]

## Diszkográfia
- I'm the Greatest Comedian in the World, Only Nobody Knows it Yet! (1962)[32]
- Don't Blame the Bossa Nova (kislemez)[33][34]
- I Want to Leave You with the Words of a Great Comedian (1963)[35]
- Great Moments Of Comedy (1964)[36]
- The World According to Me! (1987)[37]
- Brand New (1991)[38]
- Politically Incorrect (1994)[39]
- In Israel[40]
- Live at the London Palladium (1997)[41]
- All New! Much Ado About Everything (2001)[42]
- Prune Danish (2002)[43]
- The Unholy Tour[44]
- Freshly Squeezed (DVD, 2005)[45]
- The Ultimate Jew (2008)[46]
- Fearless (2012)[47]

## Bibliográfia
- Jackie Mason. Jackie Mason's America. Carol Publishing Group, 1983.[48]
- Jackie Mason. Jackie, Oy!: The Frank, Outrageously Funny Autobiography of Jackie Mason. Robson, 1988.[49]
- Jackie Mason, Ira Berkow. How to Talk Jewish. Macmillan, 1991.[50]
- Jackie Mason és Raoul Lionel Felder. Schmucks!: Our Favorite Fakes, Frauds, Lowlifes, Liars, the Armed and the Dangerous, and Good Guys Gone Bad. Harper Collins, 2009. ISBN 978-0-06-112612-3[51]